# Natação artística no Campeonato Mundial de Esportes Aquáticos de 2022 - Rotina de destaque
A prova da rotina de destaque é um dos eventos da natação artística do Campeonato Mundial de Esportes Aquáticos de 2022 foi realizada entre os dias 23 a 25 de junho, em Budapeste, na Hungria.

## Medalhistas
| Ouro | Prata | Bronze |
| Ucrânia · Maryna Aleksiiva · Vladyslava Aleksiiva · Olesia Derevianchenko · Marta Fiedina · Veronika Hryshko · Sofiia Matsiievska · Daria Moshynska · Anhelina Ovchynnikova · Anastasiia Shmonina · Valeriya Tyshchenko | Itália · Domiziana Cavanna · Linda Cerruti · Constanza di Camillo · Costanza Ferro · Gemma Galli · Marta Iacoacci · Marta Murru · Enrica Piccoli · Federica Sala · Francesca Zunino | Espanha · Cristina Arámbula · Abril Conesa · Berta Ferreras · Emma García · Mireia Hernández · Meritxell Mas · Alisa Ozhogina · Paula Ramírez · Iris Tió · Blanca Toledano |

## Cronograma
Todos os horários são locais (UTC+2). 
| Data        | Hora  | Evento        |
| ----------- | ----- | ------------- |
| 23 de junho | 10:00 | Eliminatórias |
| 25 de junho | 15:00 | Final         |

## Resultados
| Pos.              | Nacionalidade  | Eliminatória | Eliminatória | Final         | Final         |
| Pos.              | Nacionalidade  | Pontos       | Pos.         | Pontos        | Pos.          |
| ----------------- | -------------- | ------------ | ------------ | ------------- | ------------- |
| Medalha de ouro   | Ucrânia        | 94.2333      | 1            | 95.0333       | 1             |
| Medalha de prata  | Itália         | 91.6667      | 2            | 92.2667       | 2             |
| Medalha de bronze | Espanha        | 91.3667      | 3            | 91.9333       | 3             |
| 4                 | México         | 88.5333      | 4            | 89.3667       | 4             |
| 5                 | Estados Unidos | 87.5000      | 6            | 87.8667       | 5             |
| 6                 | Grécia         | 87.6000      | 5            | 87.2333       | 6             |
| 7                 | Canadá         | 85.1000      | 7            | 85.2000       | 7             |
| 8                 | Cazaquistão    | 83.0333      | 8            | 83.7667       | 8             |
| 9                 | Brasil         | 81.2000      | 9            | 81.6667       | 9             |
| 10                | Suíça          | 80.6333      | 10           | 80.9000       | 10            |
| 11                | Hungria        | 78.5000      | 11           | 79.0667       | 11            |
| 12                | Eslováquia     | 77.0667      | 12           | 77.2667       | 12            |
| 13                | Austrália      | 72.9667      | 13           | Não avançaram | Não avançaram |
| 14                | Tailândia      | 70.7000      | 14           | Não avançaram | Não avançaram |
| 15                | Costa Rica     | 65.7667      | 15           | Não avançaram | Não avançaram |